# ドゥッブル堡塁の戦い
ドゥッブル堡塁の戦い（ドゥッブルほるいのたたかい）は、第二次シュレースヴィヒ＝ホルシュタイン戦争において1864年4月18日に戦われた戦闘である。ドゥッブル堡塁（丁：Dybbøl Banker、独：Düppeler Schanzen)はアルス島やスナボー市（丁：Sønderborg、独：Sonderburg）へ渡る地点を守る一連の橋頭堡で、これらはデンマーク王国、スナボー（独：ゾンダーブルク、北シュレースヴィヒ州）市の近郊にあり、決戦の舞台となった。この戦闘は、勝利したプロイセン側から一般に「デュッペル堡塁群の攻略」（Erstürmung der Düppeler Schanzen）、一方デンマーク側からは「ドゥッブルの戦い」（Slaget ved Dybbøl）もしくは「ドゥッブル戦役」（Kampene ved Dybbøl）と呼ばれている。同時にドゥッブル堡塁はデンマーク屈指の国家的な象徴となった。内部に記念施設である博物館、ドゥッブル堡塁歴史センターがある。

## 戦闘
デンマーク王国はここに1万1000の兵力を配し、ドイツ連邦軍に大敗を喫した。その結果、シュレースヴィヒ公国とザクセン＝ラウエンブルク公国をプロイセン王国に、そしてホルシュタイン公国をオーストリア帝国に割譲することを余儀なくされた。ドゥッブルに位置する10か所の堡塁は、およそ5週間にわたる攻囲の末にプロイセン王子フリードリヒ・カール騎兵大将指揮下のプロイセン陸軍部隊に攻略されたのである。すでに1849年、第一次シュレースヴィヒ＝ホルシュタイン戦争の頃から、これらの堡塁群はドイツ諸邦とデンマーク両軍の戦いの舞台となっており、当時と同じく要衝であった。しかし1864年の時点では、堡塁の拡張工事は予定の完成状態に達していなかったのである。
4月18日の午前2時、プロイセン軍の3万7000名が突撃隊形で、デンマーク軍の第一線の堡塁から約200メートルしか離れていない配置に就いた。そして数時間におよぶ準備砲撃の後、午前10時に突撃が開始された。プロイセン軍は第二線（デンマーク軍の陣地から400メートルしか離れていない場所）に、楽隊長ヨハン・ゴットフリート・ピーフケ指揮下の四個楽隊を集結させた。これらの楽隊は有名な行進曲を演奏しつつ、攻撃に移る友軍を鼓舞した。
早くも攻撃開始から13分後、プロイセン軍の歩兵部隊は第一線の堡塁群を占領する。午後1時30分頃には、スナボー市前面の最後の防衛線が崩壊した。この戦闘でデンマーク軍は3千600名が戦死、554名が負傷し、プロイセン軍は1千200名が死傷した。そしてデンマーク軍の将兵3千534名が捕虜となった。
またドゥッブル堡塁群の戦いで、派遣使節ルイ・アッピアとチャールズ・ファン・デ・フェルデを通じ、国際赤十字社が戦時下では初めてとなる活動に取り組んでいる。
その他、工兵カール・クリンケの伝説は特筆に値する。彼は爆薬の袋を背負い、「俺はクリンケだ。この門を開くぞ。」（„Ick bin Klincke. Ick öffne dit Tor.“）と叫び、第二堡塁を爆破してプロイセン軍の勝利を完全なものにしたという（クリンケ本人は銃創と火傷で戦死した）。

## 記念
1865年1月13日から、ツェーレンドルフ（現在ではベルリンの一地区）にあるフリードリヒ・カール王子の森林と所領は「デュッペル」（Düppel）の名を拝した。ドイツ帝国の建国後、1872年9月30日にここに戦勝記念碑が建てられたが、第二次世界大戦が終了した8日後、レジスタンスの手によって爆破されている。
毎年、4月18日にここでデンマークによる国家の記念行事が行われる。花輪を捧げた後、デンマーク軍の兵士が1864年当時の制服で整列する。2004年、この戦闘から140周年にあたる記念日は、デンマークでは特筆に値する行事であった。2002年からはデンマーク陸軍下士官学校の兵士と並んでドイツ連邦軍が、儀仗隊を送る形で記念の式典に参加している。早くも前日の4月17日、明くる日には撃ち合うデンマーク兵とプロイセン兵が交わしたという、今では伝説となった「秘密の親交」を記念する大規模な式典が催された。

## 参考
- プロイセン軍 (Prussian Army)
- ゼーベルゲン (Seebergen) 。テューリンゲン州にある村。ドゥッブル堡塁の名を冠する景勝地がある。